# Hans Fischer (Politiker, 1905)
Hans Fischer (* 8. Mai 1905 in Meisterschwanden; † 4. Januar 1942 in Itingen; reformiert, heimatberechtigt in Meisterschwanden) war ein Schweizer Politiker (BGB).

## Leben und Ausbildung
Hans Fischer kam am 8. Mai 1905 in Meisterschwanden als Sohn des Landwirts Hans Fischer senior und der Emma geborene Urech aus Hallwil zur Welt. Nach Absolvierung des Instituts Mont Fleury bei Grandson sowie der landwirtschaftlichen Schule in Brugg nahm Fischer ein Studium der Agronomie an der ETH Zürich auf, das er mit dem Erwerb des akademischen Grades eines Dipl.-Ing. agr. abschloss. In der Folge war Fischer als Volontär an der Forschungsanstalt Wädenswil, daran anschliessend als Landwirtschaftslehrer tätig.
Hans Fischer heiratete im Jahr 1932 Fanny geborene Lindemann aus Fahrwangen. Er verstarb am 4. Januar 1942 im Alter von nur 36 Jahren in Itingen.

## Politisches Wirken
Fischer leitete zunächst zwischen 1930 und 1939 die kantonale Obstbauberatungsstelle Baselland. In dieser Funktion bewirkte er mit der Förderung moderner Anbaumethoden einen Aufschwung der Obstproduktion im Kanton Basel-Landschaft. 1939 wurde Fischer, Mitglied der Bauern-, Gewerbe- und Bürgerpartei, nach hartem Wahlkampf, unterstützt von den linken Parteien, in den Regierungsrat des Kantons Basel-Landschaft gewählt, dem er bis zu seinem Tod angehörte. Dort stand er dem Finanz- und Militärdepartement vor. Nach Ausbruch des Zweiten Weltkriegs leitete Fischer eine Unterstützungsaktion für Wehrmänner und Zivilbevölkerung ein. Zudem gehörte er dem Bankrat der Kantonalbank Baselland an, wo er sich für die Entschuldung der Landwirte einsetzte. Auf parteipolitischer Ebene galt Fischer als Vermittler.